# Campeonato de Primera División 1902 (Argentina)
La Copa Campeonato 1902 fue el undécimo torneo de Primera División, y el último organizado por The Argentine Association Football League, que al año siguiente pasó a llamarse Argentine Football Association. Comenzó el 11 de mayo y finalizó el 21 de septiembre. 
Se consagró campeón el Alumni Athletic Club, por tercera vez en su historia.

## Incorporaciones y relegamientos
| Pos  | Equipo incorporado |
| ---- | ------------------ |
| Prom | Barracas Athletic  |

| Equipos relegados en la temporada 1901 |
| -------------------------------------- |
| No hubo                                |

De esta manera, los participantes aumentaron a 5 equipos.

## Tabla de posiciones final
| Pos | Equipo            | Pts | PJ | G | E | P | GF | GC | Dif |
| --- | ----------------- | --- | -- | - | - | - | -- | -- | --- |
| 1.º | Alumni            | 15  | 8  | 7 | 1 | 0 | 24 | 3  | 21  |
| 2.º | Barracas Athletic | 10  | 8  | 5 | 0 | 3 | 12 | 13 | -1  |
| 3.º | Quilmes           | 7   | 8  | 3 | 1 | 4 | 6  | 6  | 0   |
| 4.º | Belgrano Athletic | 5   | 8  | 1 | 3 | 4 | 7  | 20 | -13 |
| 5.º | Lomas Athletic    | 3   | 8  | 1 | 1 | 6 | 3  | 10 | -7  |

## Goleador
El máximo artillero del campeonato fue Jorge Brown del Alumni Athletic Club, con 7 anotaciones. También fue el primer goleador nacional del campeonato argentino.